# Софія Квацабая
Софія Квацабая (нар. 18 липня 1988) — колишня грузинська тенісистка.
Найвищу одиночну позицію світового рейтингу — 362 місце досягла 13 лютого 2012, парну — 257 місце — 20 грудня 2010 року.
Здобула 10 одиночних та 19 парних титулів.
Завершила кар'єру 2017 року.

## Фінали ITF

### Одиночний розряд: 17 (10–7)
| Легенда          |
| ---------------- |
| турніри $100,000 |
| турніри $75,000  |
| турніри $50,000  |
| турніри $25,000  |
| турніри $10,000  |

| Фінали за покриттям |
| ------------------- |
| Тверде (3–2)        |
| Ґрунт (7–5)         |
| Трава (0–0)         |
| Килим (0–0)         |

| Результат | Ранг | Дата            | Турнір                | Покриття | Суперниця              | Рахунок       |
| --------- | ---- | --------------- | --------------------- | -------- | ---------------------- | ------------- |
| Поразка   | 1.   | 18 квітня 2011  | Карші, Узбекистан     | Тверде   | Катерина Яшина         | 2–6, 3–6      |
| Перемога  | 1.   | 2 травня 2011   | Стамбул, Туреччина    | Тверде   | Ксенія Мілевська       | 6–2, 6–1      |
| Поразка   | 2.   | 12 вересня 2011 | Тбілісі, Грузія       | Ґрунт    | Татія Мікадзе          | 0–6, 2–6      |
| Перемога  | 2.   | 9 січня 2012    | Анталія, Туреччина    | Ґрунт    | Євгенія Пашкова        | 6–0, 6–2      |
| Перемога  | 3.   | 16 січня 2012   | Анталія, Туреччина    | Ґрунт    | Маріна Хіраль Лорес    | 7–6(4), 6–1   |
| Перемога  | 4.   | 30 січня 2012   | Майорка, Іспанія      | Ґрунт    | Івонне Кавальє Реймерс | 6–2, 6–3      |
| Поразка   | 3.   | 14 січня 2013   | Анталія, Туреччина    | Ґрунт    | Река Луца Яні          | 0–6, 1–6      |
| Поразка   | 4.   | 10 лютого 2014  | Анталія, Туреччина    | Ґрунт    | Патріція Марія Ціг     | 3–6, 2–6      |
| Перемога  | 5.   | 24 лютого 2014  | Анталія, Туреччина    | Ґрунт    | Екатеріне Горгодзе     | 2–6, 6–0, 6–4 |
| Перемога  | 6.   | 16 червня 2014  | Нур-Султан, Казахстан | Тверде   | Анастасія Прібилова    | 0–6, 6–1, 6–2 |
| Поразка   | 5.   | 23 червня 2014  | Астана, Казахстан     | Тверде   | Влада Єкшибарова       | 5–7, 3–6      |
| Перемога  | 7.   | 19 січня 2015   | Анталія, Туреччина    | Ґрунт    | Аліс Бакі              | 6–2, 6–3      |
| Поразка   | 6.   | 2 лютого 2015   | Анталія, Туреччина    | Ґрунт    | Анне Шефер             | 2–6, 0–6      |
| Перемога  | 8.   | 16 лютого 2015  | Анталія, Туреччина    | Ґрунт    | Дьяна Бузян            | 6–4, 7–6(6)   |
| Перемога  | 9.   | 4 травня 2015   | Пущиково, Польща      | Тверде   | Наталія Седліська      | 6–1, 6–1      |
| Перемога  | 10.  | 5 жовтня 2015   | Шимкент, Казахстан    | Ґрунт    | Джульєтт Стойр         | 6–4, 5–7, 6–1 |
| Поразка   | 7.   | 8 лютого 2016   | Анталія, Туреччина    | Ґрунт    | Анне Шефер             | 3–6, 1–6      |

### Парний розряд: 35 (19–16)
| Легенда          |
| ---------------- |
| турніри $100,000 |
| турніри $75,000  |
| турніри $50,000  |
| турніри $25,000  |
| турніри $10,000  |

| Фінали за покриттям |
| ------------------- |
| Тверде (7–7)        |
| Ґрунт (12–9)        |
| Трава (0–0)         |
| Килим (0–0)         |

| Результат | Ранг | Дата              | Турнір              | Покриття   | Партнерка          | Суперниці                            | Рахунок             |
| --------- | ---- | ----------------- | ------------------- | ---------- | ------------------ | ------------------------------------ | ------------------- |
| Поразка   | 1.   | 28 серпня 2006    | Баку, Азербайджан   | Ґрунт      | Еліна Гасанова     | Сопія Шапатава Теона Церцвадзе       | 4–6, 2–6            |
| Поразка   | 2.   | 30 квітня 2007    | Анталія, Туреччина  | Тверде     | Оксана Калашникова | Воїслава Лукич Дессислава Младенова  | 6–2, 2–6, 3–6       |
| Поразка   | 3.   | 28 липня 2008     | Рабат, Марокко      | Ґрунт      | Августа Цибишева   | Фатіма Ель Алламі Ліза Сабіно        | 0–6, 3–6            |
| Перемога  | 1.   | 30 березня 2009   | Анталія, Туреччина  | Тверде     | Августа Цибишева   | Іма Богуш Марія Жаркова              | 6–4, 4–6, [10–8]    |
| Поразка   | 4.   | 6 квітня 2009     | Анталія, Туреччина  | Тверде     | Августа Цибишева   | Анна Фіцпатрік Ганне Скак Єнсен      | 6–7(3), 6–2, [7–10] |
| Перемога  | 2.   | 14 липня 2009     | Ізмір, Туреччина    | Тверде     | Августа Цибишева   | Зузана Лінгова Сандра Заневська      | 6–0, 3–6, [10–5]    |
| Поразка   | 5.   | 21 липня 2009     | Стамбул, Туреччина  | Тверде     | Августа Цибишева   | Пемра Озген Манана Шапакідзе         | 2–6, 2–6            |
| Перемога  | 3.   | 15 вересня 2009   | Льєйда, Іспанія     | Ґрунт      | Августа Цибишева   | Хімена Ермосо Гарбінє Мугуруса       | 6–3, 6–2            |
| Перемога  | 4.   | 8 лютого 2010     | Майорка, Іспанія    | Ґрунт      | Августа Цибишева   | Бенедетта Давато Інес Феррер Суарес  | 7–6(6), 6–4         |
| Поразка   | 6.   | 26 липня 2010     | Віго, Іспанія       | Тверде     | Юстіна Озга        | Анаїс Лорендон Анна Сміт             | 3–6, 1–6            |
| Перемога  | 5.   | 28 лютого 2011    | Ліон, Франція       | Тверде (i) | Марія Абрамович    | Мартіна Борецька Петра Крейсова      | 6–4, 3–6, [10–5]    |
| Поразка   | 7.   | 7 березня 2011    | Діжон, Франція      | Тверде (i) | Марія Абрамович    | Мартіна Борецька Петра Крейсова      | 3–6, 4–6            |
| Перемога  | 6.   | 2 травня 2011     | Стамбул, Туреччина  | Тверде     | Лаура-Йоана Андрей | Дессислава Младенова Аня Прислан     | 6–2, 6–2            |
| Поразка   | 8.   | 8 серпня 2011     | Стамбул, Туреччина  | Тверде     | Ізабелла Шинікова  | Магалі де Латтре Ліза Вайбурн        | 3–6, 6–2, [10–12]   |
| Перемога  | 7.   | 12 вересня 2011   | Тбілісі, Грузія     | Ґрунт      | Татія Мікадзе      | Анастасія Пренко Вікторія Ємельянова | 6–1, 6–3            |
| Перемога  | 8.   | 17 жовтня 2011    | Анталія, Туреччина  | Ґрунт      | Марина Заневська   | Diana Enache Даніелле Гармсен        | 6–4, 6–1            |
| Перемога  | 9.   | 23 квітня 2012    | Анталія, Туреччина  | Тверде     | Оксана Калашникова | Ана Богдан Марія Мох                 | 6–4, 6–4            |
| Перемога  | 10.  | 13 серпня 2012    | Ратінген, Німеччина | Ґрунт      | Екатеріне Горгодзе | Кім Грайдек Сильвія Заґурська        | 6–3, 6–4            |
| Перемога  | 11.  | 20 серпня 2012    | Енсхеде, Нідерланди | Ґрунт      | Екатеріне Горгодзе | Кім Кілсдонк Ніколетте ван Ейтерт    | 6–4, 1–6, [10–6]    |
| Поразка   | 9.   | 24 грудня 2012    | Стамбул, Туреччина  | Тверде (i) | Екатеріне Горгодзе | Лідія Морозова Катерина Яшина        | 3–6, 2–6            |
| Поразка   | 10.  | 7 січня 2013      | Анталія, Туреччина  | Ґрунт      | Маріанна Закарлюк  | Окадауе Тіакі Меліс Сезер            | 3–6, 4–6            |
| Поразка   | 11.  | 11 лютого 2013    | Анталія, Туреччина  | Ґрунт      | Екатеріне Горгодзе | Теодора Мирчич Ралука Елена Платон   | 6–1, 5–4 ret.       |
| Перемога  | 12.  | 17 лютого 2014    | Анталія, Туреччина  | Ґрунт      | Пія Кеніг          | Лі Їхон Ян Чжаосюань                 | 2–1 ret.            |
| Перемога  | 13.  | 17 березня 2014   | Анталія, Туреччина  | Тверде     | Екатеріне Горгодзе | Наталія Костич Шанталь Шкамлова      | 4–6, 6–1, [10–8]    |
| Поразка   | 12.  | 19 травня 2014    | Казерта, Італія     | Ґрунт      | Екатеріне Горгодзе | Саманта Гарріс Саллі Пірс            | 3–6, 6–7(6)         |
| Перемога  | 14.  | 16 червня 2014    | Астана, Казахстан   | Тверде     | Ана Веселинович    | Альбіна Хабібуліна Катерина Клюєва   | 7–6(5), 7–6(3)      |
| Перемога  | 15.  | 24 листопада 2014 | Анталія, Туреччина  | Ґрунт      | Екатеріне Горгодзе | Река Луца Яні Юлія Стаматова         | 7–6(3), 7–6(7)      |
| Перемога  | 16.  | 1 грудня 2014     | Анталія, Туреччина  | Ґрунт      | Шанталь Шкамлова   | Екатеріне Горгодзе Настя Колар       | w/o                 |
| Поразка   | 13.  | 19 січня 2015     | Анталія, Туреччина  | Ґрунт      | Екатеріне Горгодзе | Меліс Сезер Шанель Сіммондс          | 4–6, 6–4, [4–10]    |
| Перемога  | 17.  | 26 січня 2015     | Анталія, Туреччина  | Ґрунт      | Екатеріне Горгодзе | Агата Бараньська Вікторія Мунтян     | 6–2, 6–2            |
| Перемога  | 18.  | 5 жовтня 2015     | Шимкент, Казахстан  | Ґрунт      | Екатеріне Горгодзе | Альбіна Хабібуліна Поліна Меренкова  | 7–5, 3–6, [10–6]    |
| Перемога  | 19.  | 12 жовтня 2015    | Шимкент, Казахстан  | Ґрунт      | Екатеріне Горгодзе | Каміла Керімбаєва Маргарита Лазарева | 7–5, 6–2            |
| Поразка   | 14.  | 23 листопада 2015 | Анталія, Туреччина  | Ґрунт      | Джульєтт Стойр     | Анна Бондар Ребека Штольмар          | 6–2, 4–6, [2–10]    |
| Поразка   | 15.  | 30 листопада 2015 | Анталія, Туреччина  | Ґрунт      | Альона Фоміна      | Крістіна Шаховец Альона Сотникова    | 5–7, 4–6            |
| Поразка   | 16.  | 11 січня 2016     | Анталія, Туреччина  | Ґрунт      | Екатеріне Горгодзе | Агнеш Букта Юлія Грабер              | 6–1, 4–6, [9–11]    |